# Pałac Karskich we Włostowie
Pałac Karskich we Włostowie – neorenesansowy pałac wzniesiony w latach 1854–1860 na zlecenie Stanisława Karskiego we wsi Włostów, według projektu Henryka Marconiego. 
Budowlę otaczał park o powierzchni ok. 10 hektarów. Sam pałac składał się z 30 pomieszczeń, w tym trzech salonów, sali balowej, sali bilardowej i biblioteki. Pozostałe pomieszczenia przeznaczono na sypialnie, bawialnie i pokoje gościnne, była również kaplica. W skład zespołu pałacowo-parkowego wchodził także lamus, wzniesiony znacznie wcześniej, bo w XVI wieku, który zwany był zborem braci polskich, choć nie ma źródeł które potwierdzałyby takie pierwotne przeznaczenie budowli. Od zachodu do pałacu przylegała oficyna z kolumnowym portykiem, zbudowana w XVIII wieku. Do posiadłości wiodły dwie bramy: jedna w pobliżu samego pałacu, z dwoma lwami, druga, zwana diabelską, od strony parku.
Pierwotną konstrukcję przebudowano na przełomie XIX i XX w. Zostały doprowadzone media – prąd elektryczny, linia telefoniczna i wodociąg. Pałac wyposażono też w centralne ogrzewanie, a w jego łazienkach można było korzystać z ciepłej i zimnej wody.
Włostowski pałac gościł między innymi Stefana Żeromskiego, który we Włostowie pracował nad Popiołami, a także Achillesa Ratti, który gościł tu jako nuncjusz apostolski. W pałacu miał rezydencję biskup sandomierski Marian Ryx.
Pałac popadł w ruinę już po zakończeniu II wojny światowej, gdy jego pomieszczenia zajęło Państwowe Gospodarstwo Rolne. Obecnie pozostały z niego fragmenty ścian zewnętrznych i ruiny lamusa. W okresie PRL ucierpiał także przypałacowy park, w którym wycięto część starych drzew.
Od 2007 roku o zgodę na odbudowę pałacu stara się Stowarzyszenie Krzewienia Tradycji i Opieki nad Zamkiem Krzyżtopór. Jednakże już wcześniej wojewoda świętokrzyski użyczył na okres 10 lat zespół dworsko-pałacowy we Włostowie Sekcji Diecezjalnego Instytutu Akcji Katolickiej Diecezji Sandomierskiej Stowarzyszeniu Wspierania Aktywności Lokalnej "Nasz Włostów". Decyzji w sprawie wniosku Stowarzyszenia Krzewienia Tradycji i Opieki nad Zamkiem Krzyżtopór jak dotąd nie podjęto.

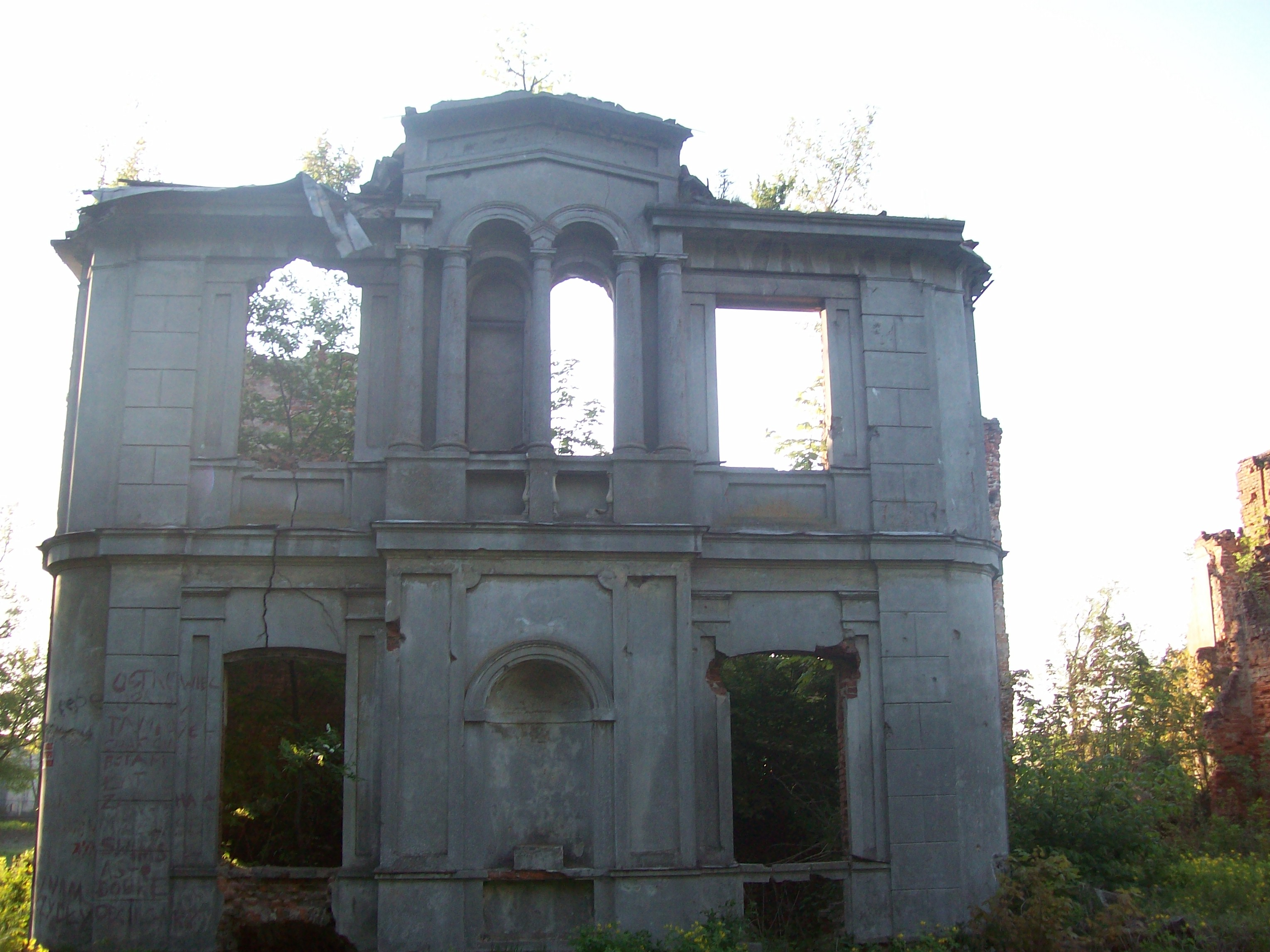
Fragment murów pałacu
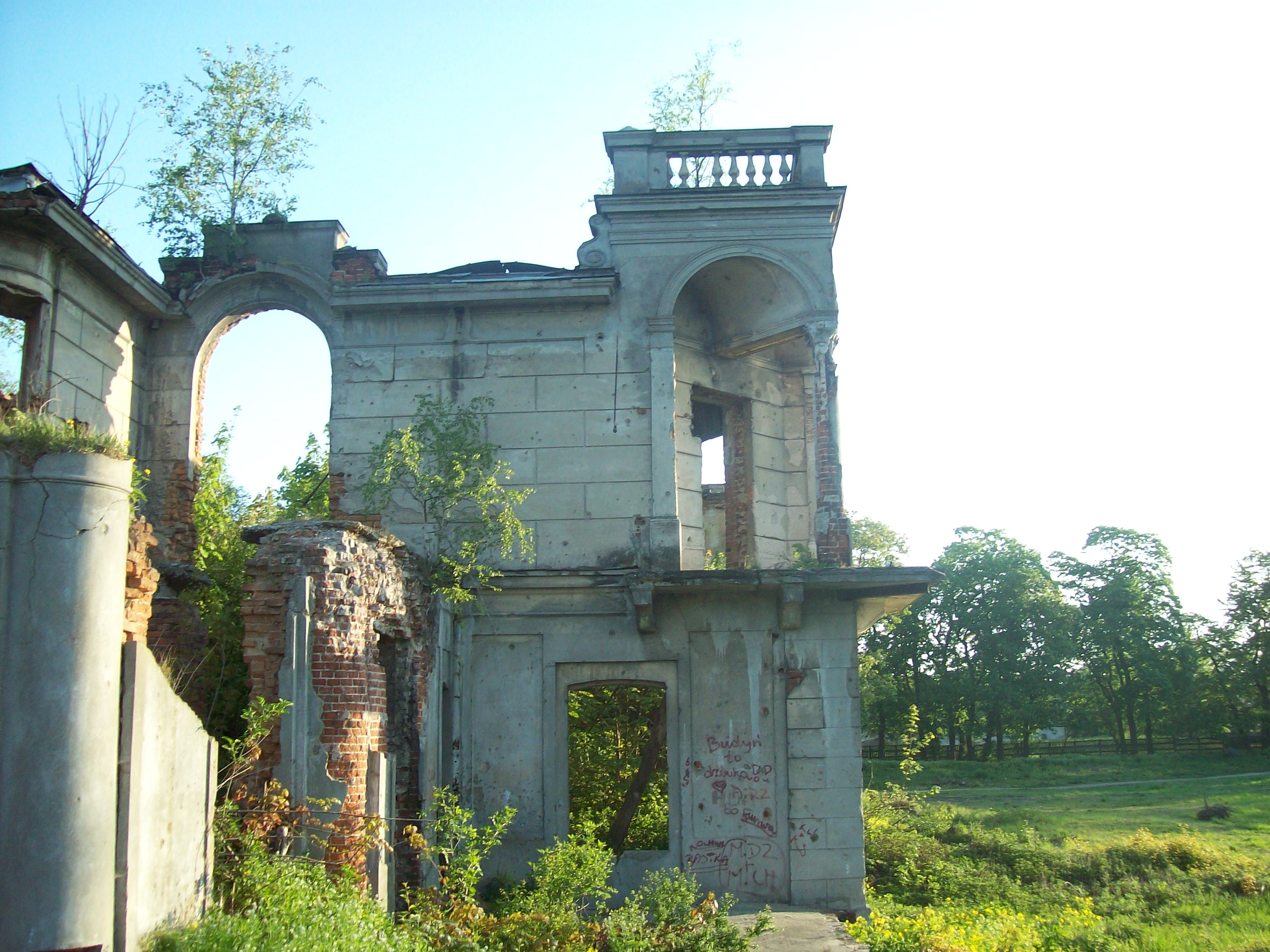
Fragment jednego ze skrzydeł
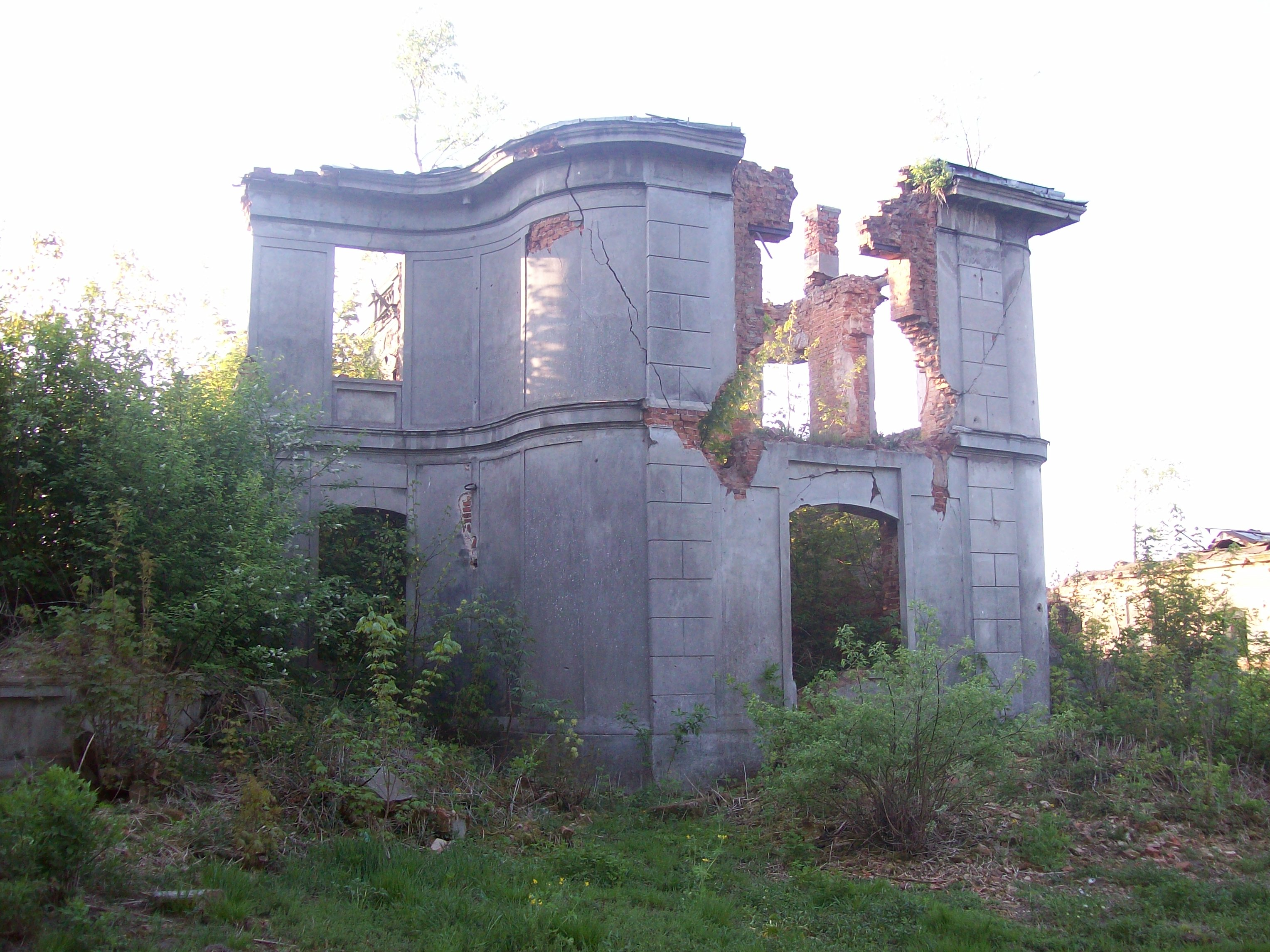
Zachowany fragment oficyny
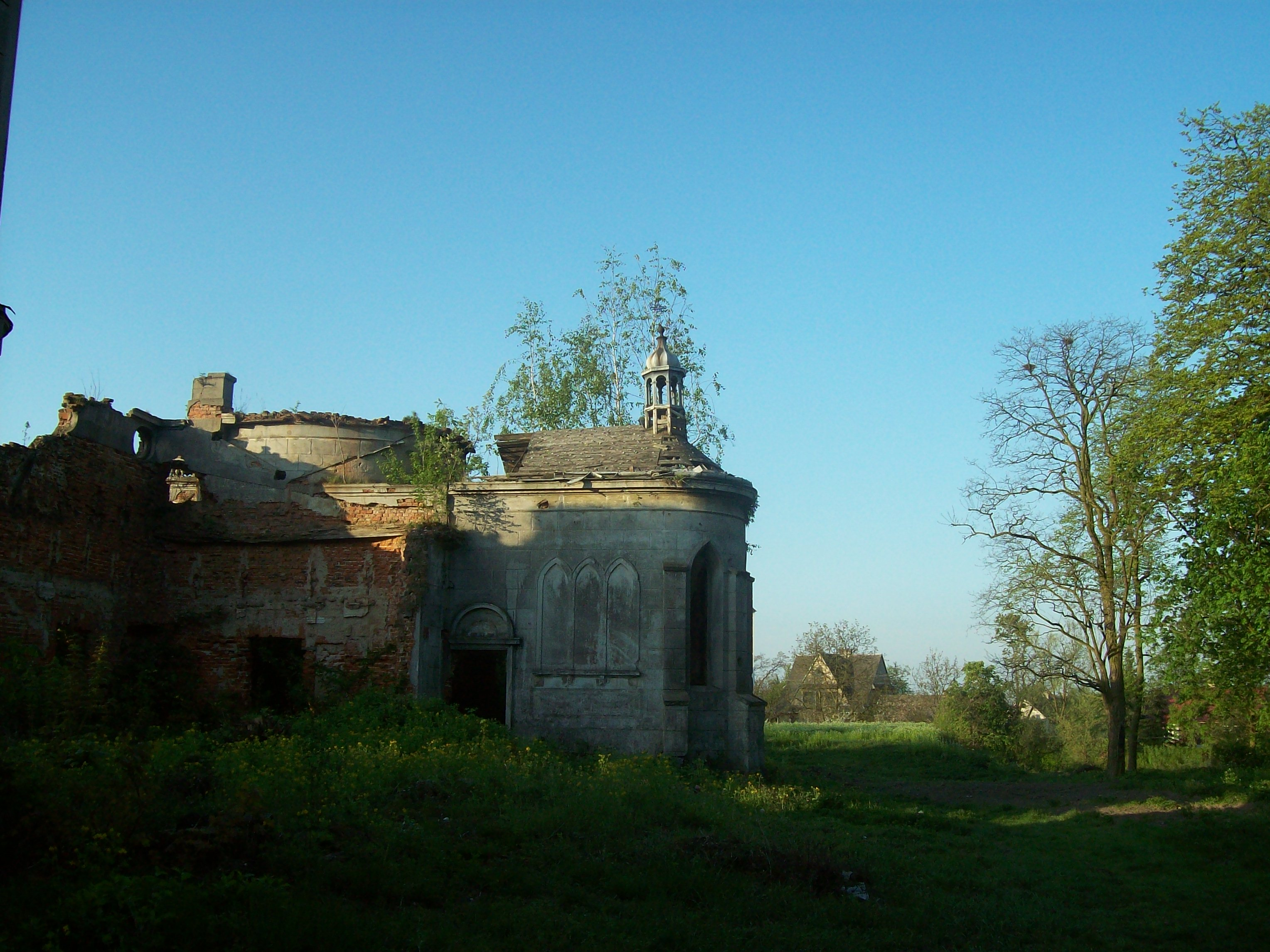
Ruiny kaplicy
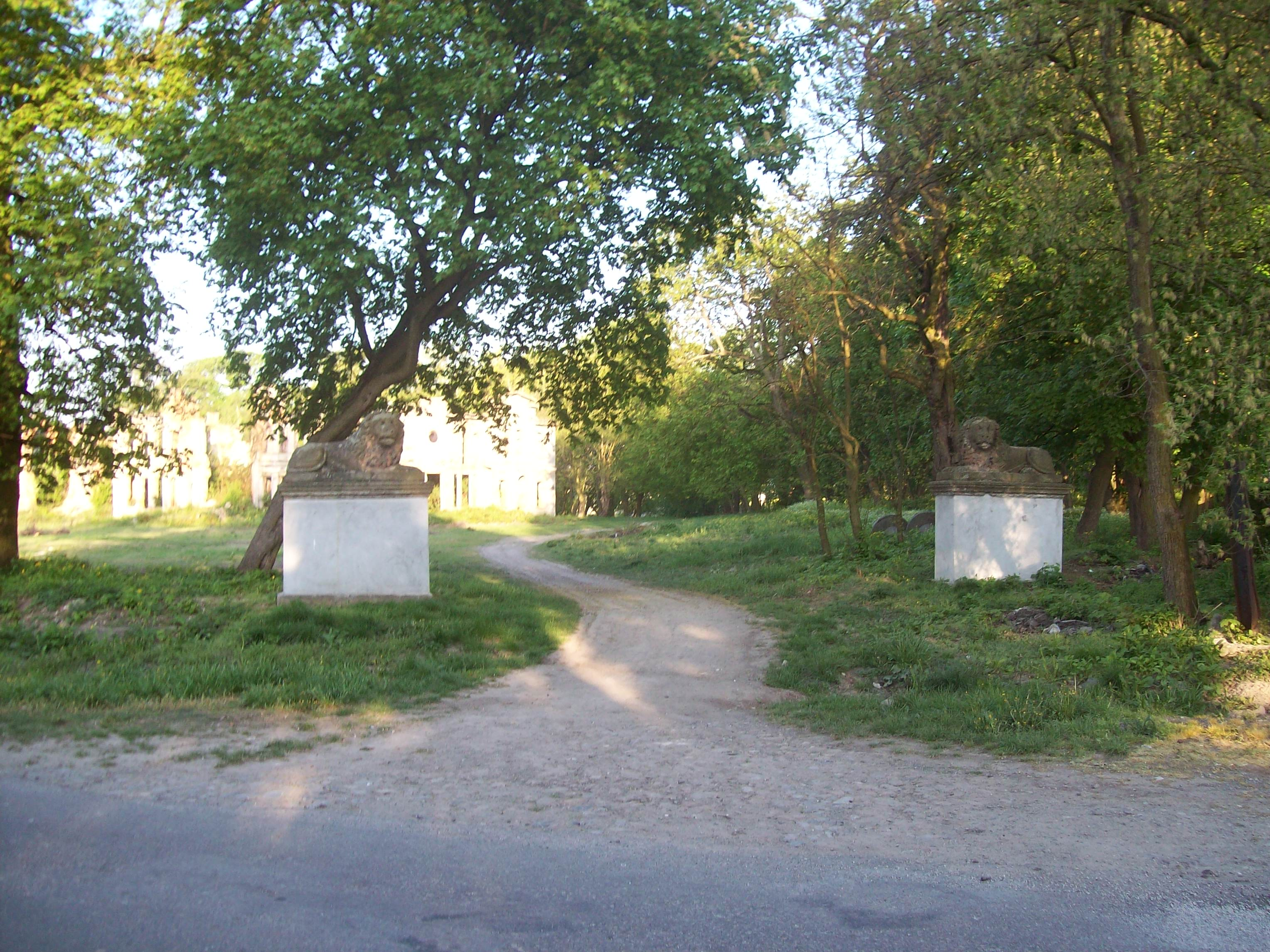
Kamienne lwy przy bramie wjazdowej do pałacu
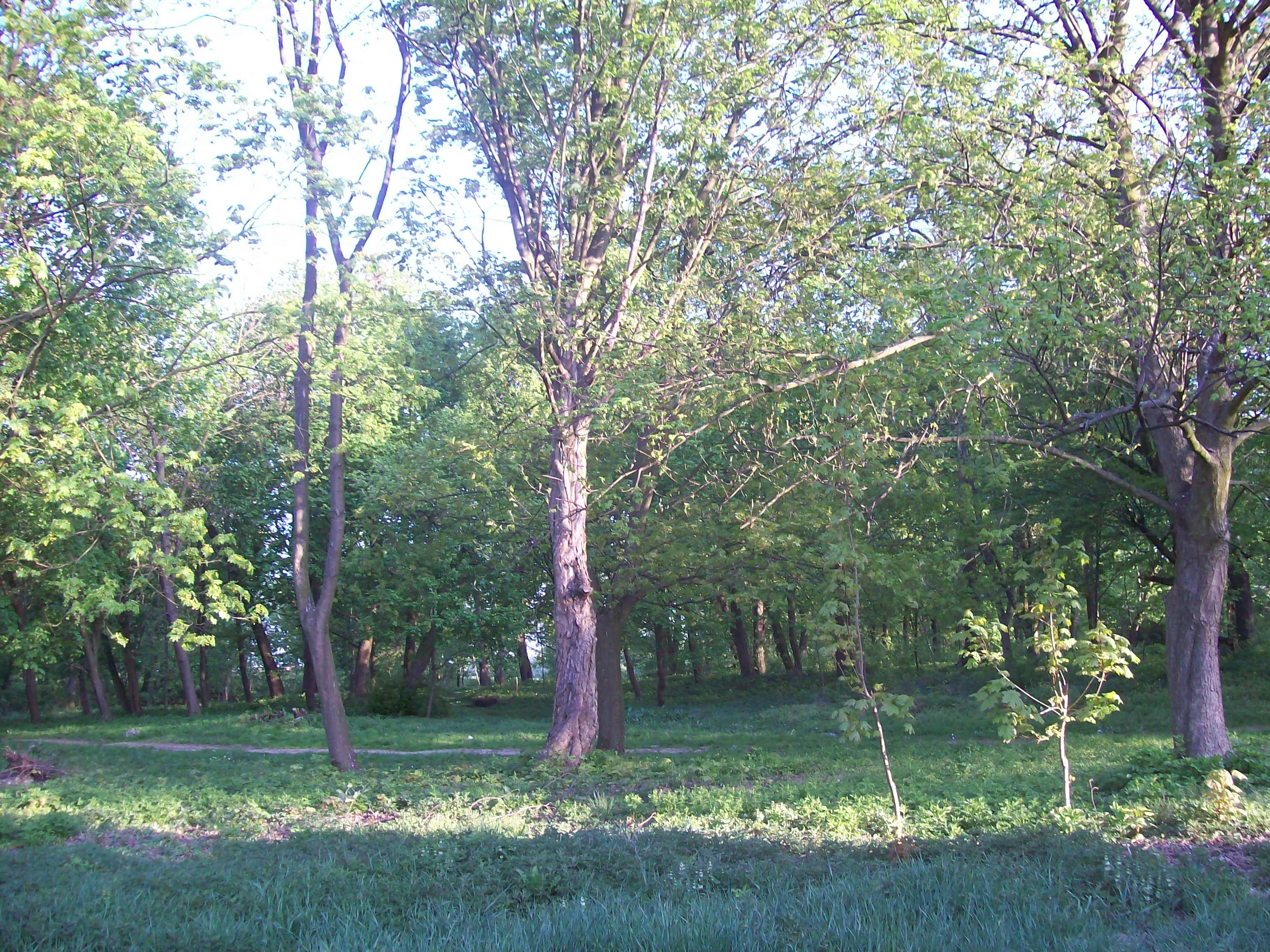
Park pałacowy
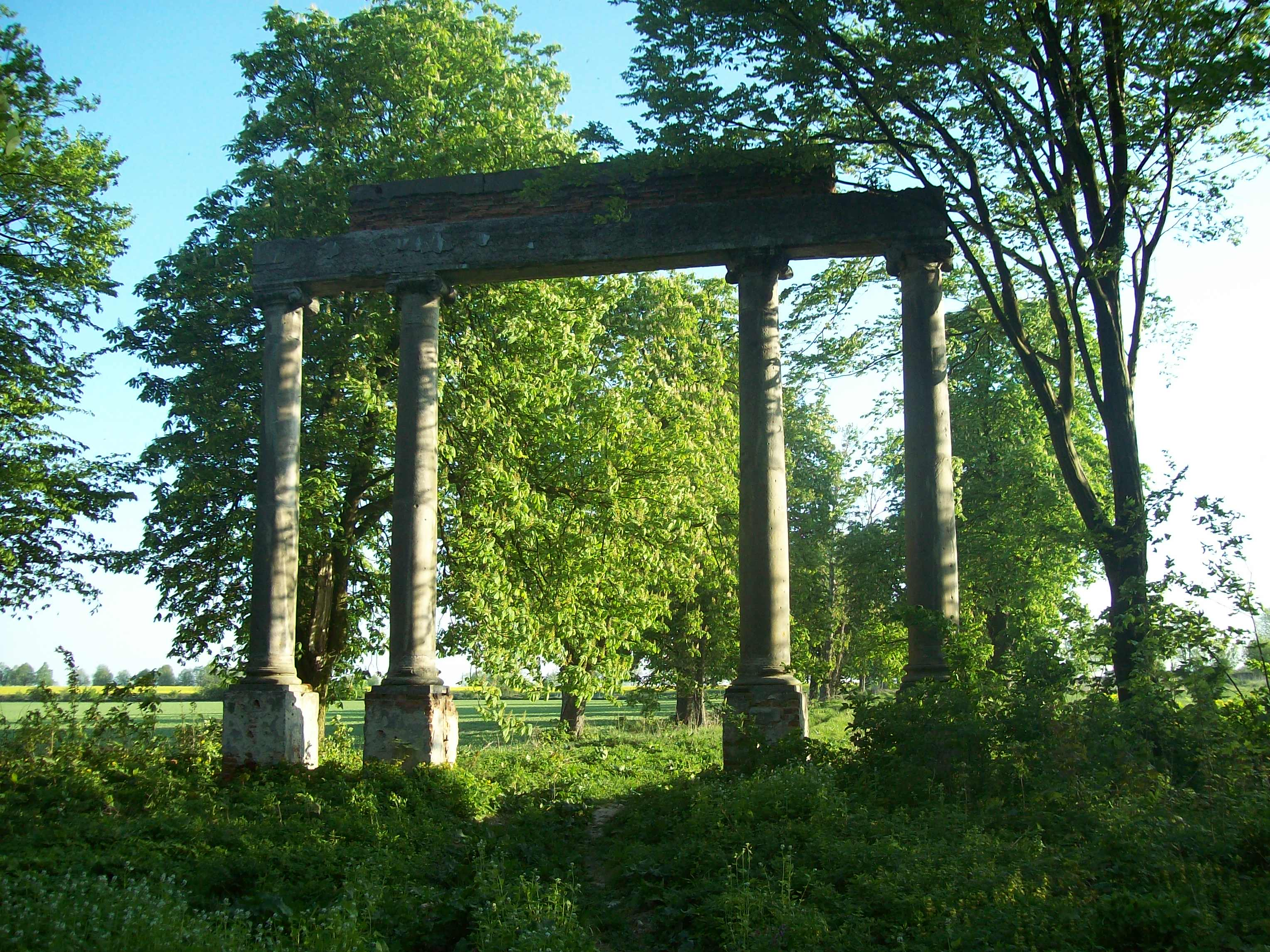
Brama od strony parku, tzw. diabelska
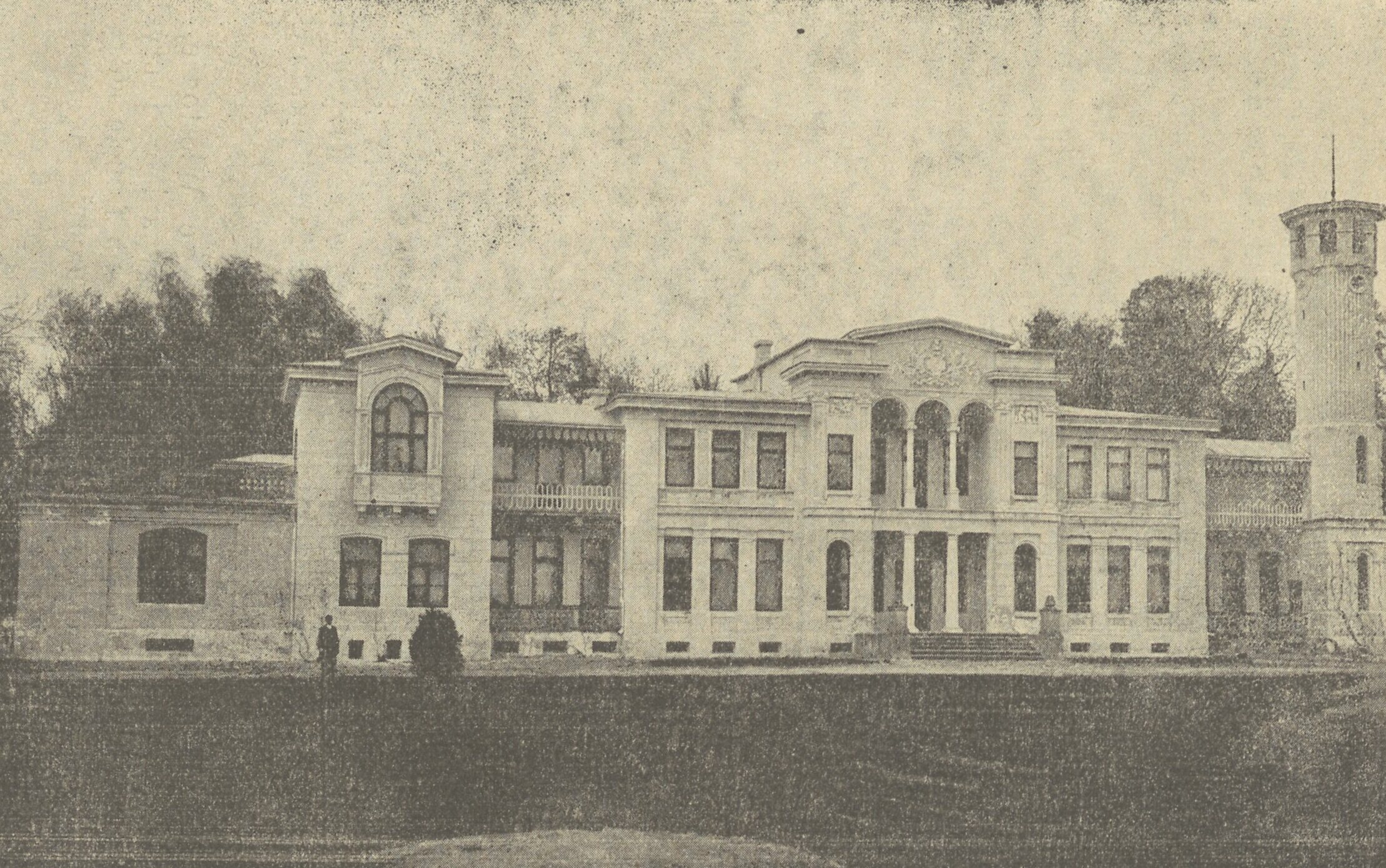
Pałac przed 1915